# Koryū
Koryū (古流) kan oversættes som 'gammel stil', 'gammel skole' eller 'gamle traditioner'. Koryū er også en generel betegnelse for japanske skoler for bujutsu (oversat fra engelsk martial art), der er indgået før Meiji-restaurationen (før 1868), der i øvrigt udløste store socio-politiske forandringer og førte til en modernisering af Japan.

## Metodik
Koryū består af følgende indhold i nævnte rækkefølge:
1) kamp
2) disciplin
3) moral

## Øvrig definition
Nogle organisationer, fx All Japan Kendo Federation, hæver, at begrebet kobudō er synonymt med begrebet koryū, mens nogle organisationer, fx International Hoplology Society sondre mellem disse to begreber, fordi de har forskellig oprindelse samt har forskellig prioriteter inden for områderne: kamp, moral, disciplin og/eller æstetiske former. Kobudō refererer til begrebet "Budo", mens begrebet koryū refererer til begrebet Bujutsu.